# Amor sin banderas
Amor sin banderas es un docu-reality chileno emitido por Canal 13 que muestra la vida de un grupo de jóvenes que buscarán mostrar sus dotes artísticos con el objetivo de estrenar su propio musical. Fue estrenado el 15 de marzo de 2015 a continuación de la serie turca El sultán.

## Trama
El programa muestra la vida de diferentes jóvenes provenientes de realidades totalmente diferentes que comparten vivencias y experiencias. La historia principal está centrada en cómo un grupo de 8 jóvenes de entre 21 y 28 años, que buscaran demostrar los talentos que tiene cada uno, tanto para el canto como para el baile. Todo esto en la población La Bandera de la comuna de San Ramón, Santiago.

## Reparto

### Protagonistas
En el programa conoceremos las historias de un grupo de jóvenes provenientes de distintas realidades socioeconómicas y de distintos puntos de la capital con un objetivo en común: montar un musical y estrenarlo en un teatro importante de la capital. Ellos son:
| Protagonista       | Edad | Descripción |
| ------------------ | ---- | --- |
| Safka Pissani      | 21   | Safka es una sexy y exótica joven. Trabaja como modelo y es la envidia de muchas mujeres. Es muy atractiva y seductora, los hombres caen rendidos a sus pies. Sus amigos la encuentran una mujer encantadora y al llegar a un lugar, se roba todas las miradas. Nadie imagina que Safka vive en la población San Gregorio. Ella luchará por convertirse en una famosa cantante solo por un objetivo: darle un mejor futuro a su abuelita, a quien Safka adora. |
| Andrés Sáez        | 25   | Andrés es dueño de una voz excepcional. Ha participado en los musicales de mayor prestigio en Chile: My Fair Lady, Chicago, Cats y Peter Pan, entre otros. Y eso no es todo, también fue parte destacada del elenco de Mary Poppins, en México. Durante el resto de los meses del año, Andrés tiene una vida llena de problemas económicos: las deudas lo agobian y hay veces en que ni siquiera tiene dinero para el medio de transporte. Fue así como se le ocurrió una idea: en los meses en que no tenga trabajo en musicales, hará shows en discoteques gais como el doble oficial de la cantante Cher.                                                                                  |
| Alexandra Briones  | 25   | Alexandra es una mujer dulce y ama el romanticismo. Es católica y dueña de una voz maravillosa. Canta en el coro de la iglesia, donde asiste todas las semanas. Alexandra tiene una vida “tradicional”, pero hay algo que le mueve el piso: la música. Su sueño es triunfar en los escenarios de Broadway y está dispuesta a dejarlo todo por cumplir ese anhelo, pese a que su familia no esté de acuerdo. Está soltera y le gustaría tener una relación formal, pero a la vez tiene curiosidad por conocer a un chico malo que la haga vivir nuevas experiencias. |
| Nicolás Abud       | 24   | Nicolás es todo un galán árabe. Hombre de mucho carácter y seductor por naturaleza, conquista a atractivas mujeres no solo con sus encantos naturales, también lo hace con su música. Él quiere transformarse en una estrella del pop. Trabaja en un proyecto personal que incluye hasta nombre artístico: Nick Dubai. Gracias a sus ahorros, contrató a un productor musical y hoy quiere lanzar un disco. El problema es que sus padres esperan que su hijo trabaje en una empresa tradicional y que ejerza la carrera que estudió: psicología. Ellos no aprueban en lo absoluto que Nicolás siga un camino artístico, pero este joven quiere demostrarles que puede triunfar en la música. |
| Miguel Ángel       | 23   | Miguel Ángel es el joven perfecto. Estudió en el colegio San Ignacio de El Bosque y durante toda su estadía ahí siempre ganó las condecoraciones por encarnar el espíritu del ignaciano. Hoy estudia Ingeniería Civil, pero es la música su verdadera pasión. Es un hombre lleno de carisma y siempre tiene una sonrisa para regalar, pero nadie imagina que guarda un profundo dolor. |
| Antonia Larraín    | 21   | Antonia es dueña de una preciosa voz, tiene una familia numerosa y estudia comunicación audiovisual. Todo parecería estar perfecto, pero Anto, como la llaman sus amigos, guarda una serie de dolores e inseguridades que se remontan a su infancia. Antonia fue víctima de bullying durante toda su época escolar. La trataban de “gorda” y se burlaban por lo alta que es. Todo lo vivido, hoy la transformaron en una mujer sumamente insegura, por lo que su gran desafío es vencer los fantasmas del pasado y convertirse en lo que siempre ha soñado: una cantante con personalidad y que represente a los desadaptados.                                                                |
| Luis Miguel Rivera | 28   | Luis Miguel, maestro de la construcción, es un hombre alegre, divertido y picarón. Es amante de la bachata y anda todo el día cantando temas de sus artistas favoritos. Vive en la casa de su suegro como allegado junto a su mujer y sus dos hijas. Su sueño es triunfar en la música para así poder independizarse junto a su familia. El problema es que “la negra”, su esposa, no ve con buenos ojos este camino artístico ya que Luis Miguel “se ha portado mal” en el pasado, por lo que ella piensa que las luces y el espectáculo lo cegarán. |
| Sacy Barbosa       | 27   | Sacy es una audaz y osada mujer mitad chilena, mitad brasilera. Es muy coqueta, desinhibida, alegre y apasionada. Es una artista innata, canta y baila como los dioses. Trabaja como garzona en un pub del barrio Brasil y estudia teatro, aunque la música es su verdadera pasión. Pero detrás de esa sonrisa, Sacy esconde una angustia: a sus 27 años, se ha dado cuenta de que no tiene nada, por eso volcará toda su energía en la música y los escenarios. |

### Secundarios
| Protagonista    | Edad | Descripción |
| --------------- | ---- | --- |
| Patricio "Pato" | -    | Pato es el fundador de la escuela de teatro musical en la población La Bandera. Amante de los musicales, ha destinado su vida a ellos. Es un líder positivo dentro de su barrio. Siempre organiza actividades artísticas y ha visto en el teatro musical la posibilidad de sacar a muchos jóvenes de la droga. Él quiere dar por primera vez ese salto y estrenar un musical de primera línea en un teatro importante y ve en este grupo de talentosos jóvenes, la posibilidad de cumplir su sueño. Hace 5 años Pato se hizo cargo de su sobrina Ashlei, ya que la madre de ella está en la cárcel. Se transformó en un verdadero padre para ella. Durante todo este tiempo los dos formaron una familia. Lo que ambos no saben es que la madre de Ashlei está a punto de salir en libertad y quiere recuperar a su hija. |
| Ashlei          | 7    | Ashlei tiene 7 años y ha sido criada por Pato, a quién ella le dice “papá”. Es tanta la devoción que Pato tiene por su sobrina, que además de preocuparse de todo, la ha instruido en el teatro musical desde su primer año de vida. Ashlei es una niña muy dulce y llena de carisma. Ella no imagina que su vida dará un giro, cuando su madre salga de la cárcel. |

## Audiencia
| 1 | Domingo | 15 de marzo | 23:16 - 00:39 | 10,1          | Noveno        | [ 5 ]  |
| 2 | Lunes   | 16 de marzo | 23:17 - 00:40 | No disponible | No disponible | [ 6 ]  |
| 3 | Domingo | 22 de marzo |               |               |               | [ 7 ]  |
| 4 | Lunes   | 23 de marzo |               |               |               | [ 8 ]  |
| 5 | Domingo | 29 de marzo |               |               |               | [ 9 ]  |
| 6 | Lunes   | 30 de marzo |               |               |               | [ 10 ] |